# Wu Minxia
Wu Minxia (en chino: 吳敏霞; Shanghái, 10 de noviembre de 1985) es una deportista china que compitió en saltos de trampolín.
Participó en cuatro Juegos Olímpicos de Verano, obteniendo en total siete medallas, en Atenas 2004 oro en sincronizado (junto con Guo Jingjing) y plata individual, en Pekín 2008 oro en sincronizado (con Guo Jingjing) y bronce individual, en Londres 2012 oro en individual y en sincronizado (con He Zi) y en Río de Janeiro 2016 oro en sincronizado (con Shi Tingmao).
Ganó catorce medallas en el Campeonato Mundial de Natación entre los años 2001 y 2015. En los Juegos Asiáticos consiguió seis medallas entre los años 2002 y 2014.

## Palmarés internacional
| Juegos Olímpicos   | Juegos Olímpicos        | Juegos Olímpicos  | Juegos Olímpicos     |
| Año                | Lugar                   | Medalla           | Prueba               |
| ------------------ | ----------------------- | ----------------- | -------------------- |
| 2004               | Atenas (Grecia)         | Medalla de oro    | Trampolín 3 m sincro |
| 2004               | Atenas (Grecia)         | Medalla de plata  | Trampolín 3 m        |
| 2008               | Pekín (China)           | Medalla de oro    | Trampolín 3 m sincro |
| 2008               | Pekín (China)           | Medalla de bronce | Trampolín 3 m        |
| 2012               | Londres (Reino Unido)   | Medalla de oro    | Trampolín 3 m        |
| 2012               | Londres (Reino Unido)   | Medalla de oro    | Trampolín 3 m sincro |
| 2016               | Río de Janeiro (Brasil) | Medalla de oro    | Trampolín 3 m sincro |
| Campeonato Mundial |                         |                   |                      |
| Año                | Lugar                   | Medalla           | Prueba               |
| 2001               | Fukuoka (Japón)         | Medalla de oro    | Trampolín 3 m sincro |
| 2001               | Fukuoka (Japón)         | Medalla de plata  | Trampolín 1 m        |
| 2003               | Barcelona (España)      | Medalla de oro    | Trampolín 3 m sincro |
| 2003               | Barcelona (España)      | Medalla de bronce | Trampolín 3 m        |
| 2005               | Montreal (Canadá)       | Medalla de plata  | Trampolín 1 m        |
| 2005               | Montreal (Canadá)       | Medalla de plata  | Trampolín 3 m        |
| 2007               | Melbourne (Australia)   | Medalla de oro    | Trampolín 3 m sincro |
| 2007               | Melbourne (Australia)   | Medalla de plata  | Trampolín 3 m        |
| 2009               | Roma (Italia)           | Medalla de oro    | Trampolín 3 m sincro |
| 2009               | Roma (Italia)           | Medalla de plata  | Trampolín 1 m        |
| 2011               | Shanghái (China)        | Medalla de oro    | Trampolín 3 m        |
| 2011               | Shanghái (China)        | Medalla de oro    | Trampolín 3 m sincro |
| 2013               | Barcelona (España)      | Medalla de oro    | Trampolín 3 m sincro |
| 2015               | Kazán (Rusia)           | Medalla de oro    | Trampolín 3 m sincro |
| Juegos Asiáticos   |                         |                   |                      |
| Año                | Lugar                   | Medalla           | Prueba               |
| 2002               | Busan (Corea del Sur)   | Medalla de oro    | Trampolín 3 m sincro |
| 2002               | Busan (Corea del Sur)   | Medalla de plata  | Trampolín 3 m        |
| 2006               | Doha (Catar)            | Medalla de oro    | Trampolín 1 m        |
| 2006               | Doha (Catar)            | Medalla de oro    | Trampolín 3 m        |
| 2010               | Cantón (China)          | Medalla de oro    | Trampolín 1 m        |
| 2014               | Incheon (Corea del Sur) | Medalla de oro    | Trampolín 3 m sincro |